# نوئل جورج
نوئل جورج (انگلیسی: Noel George; ۲۶ دسامبر ۱۸۹۷ – 1929 ) بازیکن فوتبال بود.
از باشگاه‌هایی که در آن بازی کرده‌است می‌توان به باشگاه فوتبال ولورهمپتون واندررز اشاره کرد.